# Безсмертна Олеся Олексіївна
Олеся Олексіївна Безсмертна — українська вчена у галузях ботаніки, екології та охорони природи, кандидат біологічних наук, популяризаторка знань щодо охорони природи. Працює на кафедрі екології та зоології Навчально-наукового центру «Інститут біології та медицини» Київського національного університету імені Тараса Шевченка. Авторка понад 30 наукових і науково-популярних праць, зокрема 2 монографій і довідників, та статей у провідних міжнародних виданнях, зокрема таких як «Systematics and Biodiversity».
Діяльність вченої висвітлювалася у ЗМІ.

## Життєпис
Народилася 25 жовтня 1985 року в с. Чорніїв Волинської області. 2008 року закінчила біологічний факультет Волинського національного університету імені Лесі Українки. З 2011 року працює у Ботанічному саду імені академіка Олександра Фоміна. У 2012 р. захистила кандидатську дисертацію «Папоротеподібні флори України: хорологія, ценологія, охорона». Викладає у Навчально-науковому центрі «Інститут біології та медицини» Київського національного університету імені Тараса Шевченка.

## Деякі найважливіші публікації

### Книжки
- Вашека О. В., Безсмертна О. О. Атлас папоротей флори України. — Київ: КНУ, 2012. — 160 с.
- Залучення громадськості та науковців до проектування мережі Емеральд (Смарагдової мережі) в Україні / Полянська К. В., Борисенко К. А., Павлачик П., Василюк О. В., Марущак О. Ю., Ширяєва Д. В., Куземко А. А., … Безсмертна О. О. / під ред. д.б.н. А. Куземко. — Київ, 2017. — 304 с.

### Статті
- Безсмертна, О. О., 2011. Dryopteris villarii (Bellardi) Woynar ex Schinz et Thell.(Dryopteridaceae)—новий вид у флорі України. Український ботанічний журнал, 68,№ 6, pp.829-832.
- Безсмертна, О. О., Перегрим, М. М., Вашека, О. В., 2012. Рід Asplenium L.(Aspleniaceae) у природній флорі України. Український ботанічний журнал, 69(4), pp.66-80.
- Bystriakova, N., Peregrym, M., Erkens, R.H., Bezsmertna, O. and Schneider, H., 2012. Sampling bias in geographic and environmental space and its effect on the predictive power of species distribution models. Systematics and biodiversity, 10(3), pp.305-315.
- Безсмертна, О. О., Гелюта, В. П., 2013. Поширення в Україні Botrychium multifidum (Ophioglossaceae). Український ботанічний журнал, 70,№ 6, pp.792-795.
- Bezsmertna, O.O., 2013. The peculiarities of morphology of Asplenium trichomanes L. group in the native flora of Ukraine. Modern Phytomorphology, (4), pp.359-362.
- Орлов, О. О., Безсмертна, О. О., Якушенко, Д. М., 2016. Хорологія та охорона рідкісних видів папоротей скельних біотопів Поліської частини Житомирської області. Український ботанічний журнал, 73,№ 4, pp.343-354.
- Bezsmertna, O.O., Nuzhyna, N.V., 2015. Morpho-anatomical peculiarities of Asplenium× souchei Litard and its parent forms. Modern Phytomorphology, 7, pp.121-128.